# Nick Zinner
Nick Zinner, vero nome Nicholas Joseph Zinner (8 dicembre 1974), è un chitarrista statunitense appartenente al gruppo rock di New York Yeah Yeah Yeahs.
Zinner ha fatto parte anche degli Head Wound City, assieme a membri di altri gruppi rock come The Locust e The Blood Brothers

## Carriera
Dal 2001 ad oggi, Zinner ha collaborato, oltre che con i Yeah Yeah Yeahs, con parecchi gruppi di genere Indie rock, tra cui TV on the Radio, Har Mar Superstar, Ronnie Spector e (recentemente) The Horrors. Inoltre, ha dato un contributo su chitarra e tastiera per diversi brani dell'album Digital Ash in a Digital Urn degli Bright Eyes (prodotto nel 2005), andando in tournée con la band come membro a tutti gli effetti.
Zinner ha prodotto remix di diversi brani rock: tra questi, spiccano quelli di Compliments dei Bloc Party, INRI dei The Plot to Blow Up the Eiffel Tower e People are Germs dei Single Frame (apparendo anche nel videoclip di questo brano).
Oltre al mestiere di chitarrista, Zinner è un apprezzato fotografo: ha studiato fotografia al Bard College ed ha pubblicato tre album contenenti le sue opere: No Seats On the Party Car (2001), Slept in Beds (2003) ed I Hope You Are All Happy Now (2004), con prefazione del regista Jim Jarmusch.

## Curiosità
- Attualmente Zinner suona una chitarra First Act.
- Zinner è vegetariano e sostenitore della PETA, associazione per i diritti degli animali.
- Da adolescente era solito ascoltare musica metal, ed ha attribuito a Mötley Crüe e Glenn Danzig gran parte delle sue influenze musicali.[senza fonte]